# Schuitema (bedrijf)

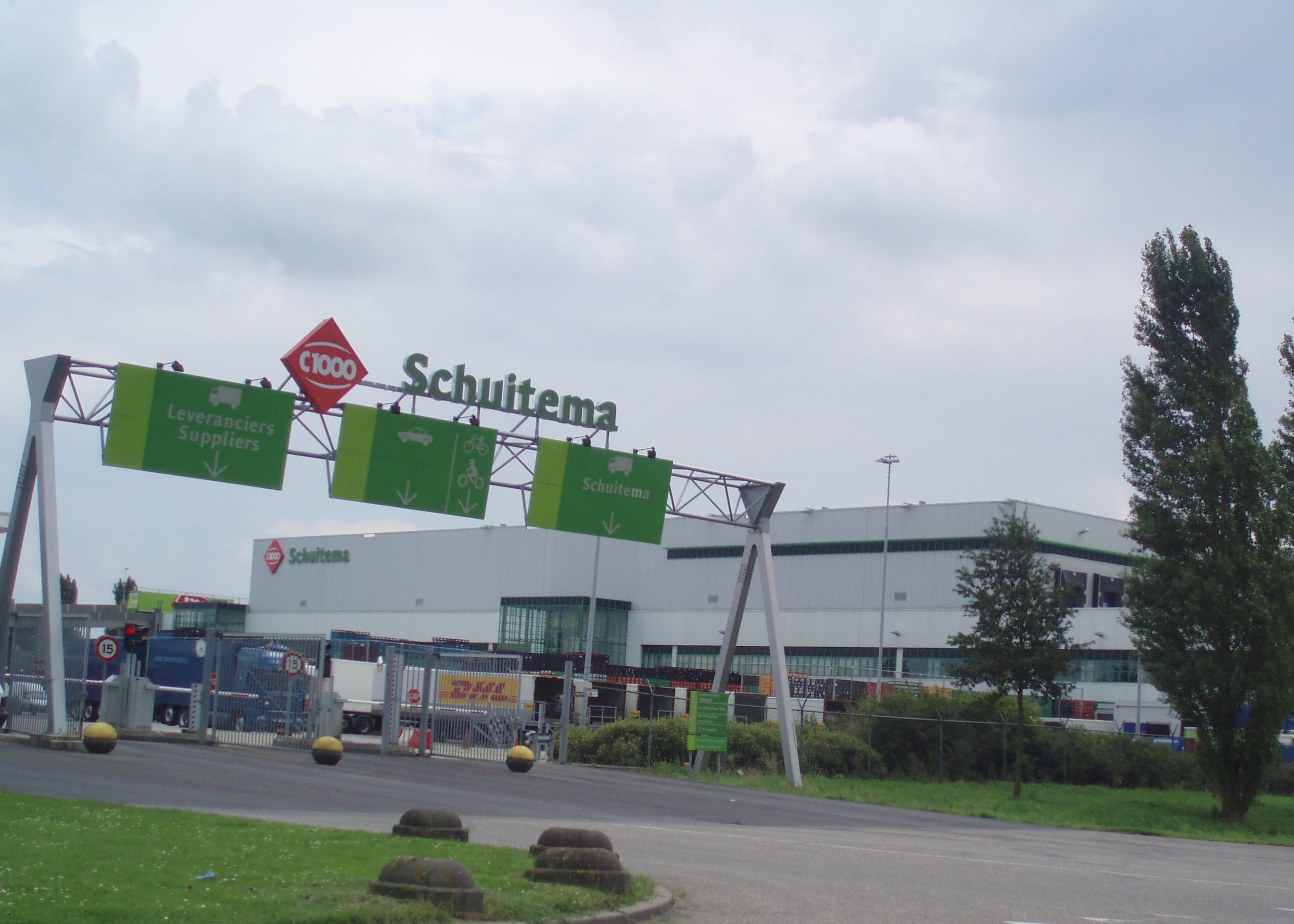
Voormalig distributiecentrum van Schuitema in Woerden

Schuitema N.V. (vanaf 2010 C1000 B.V.) was een Nederlands bedrijf, dat onder andere eigenaar was van de supermarktorganisatie C1000. In 2012 werd het bedrijf verkocht aan Jumbo Supermarkten, dat een groot deel van de C1000-vestigingen ombouwde tot Jumbo.

## Geschiedenis
In 1888 startte Jacob Fokke Schuitema in Groningen een winkel in levensmiddelen. In 1916 resulteerde dit in het oprichten van de firma Gebroeders D. Schuitema door de neven Detmer en Dirk Eildert Schuitema.
Vijftien jaar later werd de N.V. Inkoopcentrale opgericht. In 1933 richtte Dirk Schuitema VFB (Vrijwillig Filiaalbedrijf) Centra op. Hierin gingen groothandel en detailhandel samenwerken.
In 1948 werd Schuitema genoteerd aan de beurs van Amsterdam, het latere Euronext. Vanaf 1977 kwam de naam Schuitema N.V. in gebruik. Vier jaar later introduceerde Schuitema de supermarktformule C1000. Overgenomen vestigingen van andere supermarkten zoals de Spar en A&P werden omgebouwd tot C1000.
Toen in 1988 Schuitema door Unigro overgenomen dreigde te worden riep deze de hulp van Ahold in, dat al 10% van de aandelen bezat. Ahold kocht daarop 63% van de aandelen op en verwierf zo een meerderheidsbelang van 73% van de aandelen. Bij deze transactie werd nog wel bepaald dat Schuitema feitelijk een zelfstandig opererend bedrijf zou blijven, maar in de praktijk werd deze zelfstandigheid steeds weer ter discussie gesteld. In 2004 probeerde Anders Moberg bijvoorbeeld een verregaande samenwerking voor inkoop en distributie door te voeren.
In 2008 verkocht Ahold zijn aandeel aan investeringsmaatschappij CVC, waarmee het einde werd ingezet. Onderdeel daarvan was de overdracht van 50 winkels aan Ahold, die deze deels verkocht en deels ombouwde tot Albert Heijn. CVC haalde vervolgens het aandeel Schuitema van de Amsterdamse effectenbeurs en wijzigde in 2010 de naam naar C1000. Twee jaar later kwam er helemaal een einde aan het bedrijf toen CVC de keten weer doorverkocht aan Jumbo Supermarkten en deze de meeste winkels ombouwde tot Jumbo-filialen.

### Tijdlijn
Belangrijke momenten in de ruim honderdjarige geschiedenis van Schuitema:
- 1888 Jacob Fokke Schuitema start in Groningen een kleine winkel in levensmiddelen
- 1916 Detmer en Dirk Eildert Schuitema richten de firma Gebroeders D. Schuitema op
- 1931 De gebroeders Schuitema stichten de N.V. Inkoopcentrale
- 1933 Dirk Schuitema sticht VFB Centra waarin groothandel en detailhandel gaan samenwerken (VFB = vrijwillig filiaalbedrijf)
- 1948 Beursnotering
- 1953 Eerste supermarkten in Nederland
- 1971 Diversificatie: Massamarkt, Famila, Kien, Karwei, Seven-Eleven. Oprichting TSN, inkooporganisatie van Schuitema
- 1977 Naamswijziging in Schuitema n.v.
- 1981 C1000 als nieuwe formule naast Centra, Mikromarkt en Paraat
- 1987 Overname Spar. Ontwikkeling C1000 2e generatie
- 1989 Overname Verhoeff's Handelsmaatschappij B.V. (VéGé)
- 1990 C1000 tweede formule in Nederland. Overname de Bron B.V. en Erma B.V. (Pick Pack)
- 2000 Overname A&P-supermarkten. Nieuw distributiecentrum in Eindhoven
- 2006 Ontwikkeling nieuwe formule C1000* (4e generatie)
- 2007 DC Gilze verhuist naar DC Breda
- 2008 Schuitema wordt overgenomen door investeerder CVC Capital Partners. Ahold verkoopt zijn belang in ruil voor ruim 50 winkels, een geldbedrag en een indirect belang in het nieuwe bedrijf. Deze winkels worden in de loop van 2008 deels omgebouwd tot een Albert Heijn, en deels verkocht en omgebouwd tot een Aldi, Dirk van den Broek of Super Coöp. DC Eindhoven wordt gesloten en haar winkels worden toegevoegd aan het DC te Breda. Schuitema gaat van de beurs.
- 2010 Medio april heeft Schuitema de naam Schuitema op het hoofdkantoor van de gevel gehaald. In week 23 zijn ook bij de zes distributiecentra de naam Schuitema verdwenen. Om formele redenen was de naam Schuitema nog even in gebruik tot juni. In juni werd de naam overal aangepast naar C1000 B.V.